# Vähä Karhusaari (ö i Södra Österbotten)
Vähä Karhusaari är en ö i Finland. Den ligger i sjön Evijärvi och i kommunen Evijärvi i den ekonomiska regionen  Järviseutu ekonomiska region  och landskapet Södra Österbotten, i den centrala delen av landet, 400 km norr om huvudstaden Helsingfors. Öns största längd är 0,5 kilometer i nord-sydlig riktning.